# Merremia bipinnatipartita
Merremia bipinnatipartita är en vindeväxtart som först beskrevs av Adolf Engler, och fick sitt nu gällande namn av Hallier f. Merremia bipinnatipartita ingår i släktet Merremia och familjen vindeväxter. Inga underarter finns listade i Catalogue of Life.